# Nyssiodes
Nyssiodes es un género de polillas perteneciente a la familia Geometridae, descrito por primera vez en 1894. Se encuentra distribuida en Asia.

## Evolución biológica
Nyssiodes tiene una directa conexión genética con el género africano Palaeonyssia.

## Especies
- Nyssiodes koreanus Kemal & Kocak, 2004 (=Nyssiodes ochraceus Kim & Shin, 1995)
- Nyssiodes lefuarius (Erschoff, 1872)
- Nyssiodes ochraceus Wehrli, 1923
- Nyssiodes rhodopolitis Wehrli, 1939